# Stéphane Demoulin
 (juillet 2019).
Pour les articles homonymes, voir Demoulin.
Stéphane Demoulin, né le 23 décembre 1973 à Amiens, est un footballeur français qui évolue au poste d'attaquant.

## Biographie
Stéphane Demoulin effectue l'essentiel de sa carrière dans sa Picardie natale, notamment entre Amiens (1992-1997), Beauvais (1997-1999), Abbeville (janvier 2002-2003), Roye (2003-2005) puis de nouveau Abbeville (2005-2006). 
Au total, il joue 90 matchs de Division 2 entre 1994 et 1999. En Coupe de France, il joue un 1/8e de finale avec le Vendée Fontenay Foot (CFA) contre l'Olympique lyonnais (Division 1) lors de la saison 2000-2001.

## Carrière
- 1991-1992 :  FC Mulhouse (D2)
- 1992-1997 :  Amiens SC (D2)
- 1997-1999 :  AS Beauvais Oise (D2)
- 1999-décembre 2001 :  Vendée Fontenay Foot (D4)
- janvier 2002-2003 :  SC Abbeville (D4 - D5)
- 2003-2005 :  US Roye (D4 - D3)
- 2005-2006 :  SC Abbeville (D5)[1].